# Jacob Rodrigues Pereira
Jacob Rodrigues Pereira (afrancesado Jacob Rodrigue Péreire) (11 de abril de 1715 - 15 de septiembre de 1780) fue el primer profesor de sordos de Francia.

## Biografía
De familia de origen judío, su lugar de nacimiento es discutido: por un lado se cree que nació en Peniche, Portugal, y por otro que nació en Berlanga, España, trasladándose posteriormente a Portugal con su familia.
Jacob y su familia se establecieron en Burdeos en 1714, con el fin de evitar una acusación de herejía.
En esta ciudad abrió diversos centros educativos, en los que admitía a personas sordas. Para su educación, adoptó el alfabeto manual de Juan Pablo Bonet, añadiendo 30 figuras correspondientes a sonidos en lugar de a letras. Por ello es considerado como uno de los inventores de la lengua manual para sordos y se le atribuye el ser la primera persona en enseñar a hablar a una persona sorda no verbal.
En 1759, fue nombrado miembro de la Royal Society de Londres.
Durante su vida se dedicó a proteger el bienestar de los judíos del sur de Francia, Portugal y España. En 1749 era agente voluntario de los judíos portugueses en París. En 1777, sus esfuerzos proporcionaron a los judíos venidos de Portugal el derecho a establecerse en Francia.
En 1876 los restos de Pereira fueron trasladados del Cementerio de los Judíos portugueses de La Villette al Cementerio de Montmartre.
En Burdeos existe una calle en su honor, la "rue Rodrigues Péreire"; y en Berlanga, además de una calle, un colegio público, "C.P. Jacobo Rodriguez Pereira". En la ciudad de Badajoz también hay una calle céntrica que lleva su nombre.
Sus nietos, los hermanos Péreire fueron unos famosos financieros y banqueros franceses durante el Segundo Imperio.